# Стара Гута (Хмельницький район)
Стара Гу́та — село в Україні, у Вовковинецькій селищній громаді Хмельницького району Хмельницької області. Населення становить 14 осіб.

## Історія
30 жовтня 1921 р. під час Листопадового рейду у Старій Гуті зупинилася на ночівлю Подільська група (командувач Михайло Палій-Сидорянський) Армії Української Народної Республіки. Тут на неї 31 жовтня вчинили напад залишки 8-го та 7-й (командир — Ілля Дубинський) кінні полки 1-ї бригади 2-ї кавалерійської дивізії московських військ. Проте їхній напад було відбито, а їх самих змушено до втечі. Українці захопили багато крісів і 12 коней коштом 4-х поранених козаків.